# Хутора Гуляевы
Хутора Гуляевы — населённый пункт в Троицком административном округе Москвы  (до 1 июля 2012 года был в составе Наро-Фоминского района Московской области). Входит в состав поселения Новофёдоровское.

## Население
| 2002 | 2005 | 2010 |
| ---- | ---- | ---- |
| 0    | →0   | ↗6   |

Согласно Всероссийской переписи, в 2002 году на хуторе никто не проживал. По данным на 2005 год, на хуторе не было постоянного населения.

## География
Хутора Гуляевы расположены на левом берегу реки Сохна примерно в 21 км к юго-западу от центра города Троицка. Ближайший населённый пункт — деревня Хмырово.